# Vlag van Overbetuwe

Vlag van de gemeente Overbetuwe

De vlag van Overbetuwe is sinds 29 januari 2002 de gemeentelijke vlag van de Gelderse gemeente Overbetuwe. 
De vlag heeft een gele achtergrond. In de broek is een rood kasteel afgebeeld, terwijl in de vlucht bloksgewijs een rivierachtig figuur is opgenomen. De kleuren en het kasteel zijn afgeleid van het gemeentewapen.

## Verwante afbeeldingen

Wapen van Overbetuwe

Aalten ·
Apeldoorn ·
Arnhem ·
Barneveld ·
Berg en Dal ·
Berkelland ·
Beuningen ·
Bronckhorst ·
Brummen ·
Buren ·
Culemborg ·
Doesburg ·
Doetinchem ·
Druten ·
Duiven ·
Ede ·
Elburg ·
Epe ·
Ermelo ·
Harderwijk ·
Hattem ·
Heerde ·
Heumen ·
Lingewaard ·
Lochem ·
Maasdriel ·
Montferland ·
Neder-Betuwe ·
Nijkerk ·
Nijmegen ·
Nunspeet ·
Oldebroek ·
Oost Gelre ·
Oude IJsselstreek ·
Overbetuwe ·
Putten ·
Renkum ·
Rheden ·
Rozendaal ·
Scherpenzeel ·
Tiel ·
Voorst ·
Wageningen ·
West Betuwe ·
West Maas en Waal ·
Westervoort ·
Wijchen ·
Winterswijk ·
Zaltbommel ·
Zevenaar ·
Zutphen